# Кірсанов Семен Ісакович
Семен Ісакович Кірсанов (справжнє ім'я Самуїл Іцекович Кортчик, рос. Семён Исаакович Кирсанов; криптоніми — С. К., С. Кирс, С. К-ов; нар. 5 (18) вересня 1906, Одеса — пом. 10 грудня 1972, Москва) — радянський поет. Лауреат Сталінської премії 1951 року за поему «Макар Мазай» (1947—1950).

## Біографічні відомості
Народився 18 вересня 1906 року в Одесі.
В 1925 році закінчив Одеський інститут народної освіти.
Друкуватися почав у 1923 році в одеських журналах.. Член Спілки письменників СРСР.
Учасник німецько-радянської війни.
Помер 10 грудня 1972 року в Москві. Похований на Новодівочому кладовищі.

#### Творчість
Як зазначено в «Українській літературній енциклопедії», поетиці Кірсанова притаманні новизна й несподіваність версифікаційних рішень, розгорнута метафоричність, поєднання в сюжетах реальних і фантастичних планів .
Низку віршів Семен Кірсанов присвятив Україні. Серед них «Дніпро», «Пісня про Дніпро», «Дума про Гуцульщину», «Уклін», «Одеса», «Попутна пісня», «Дід». Вірш «Добре» поет присвятив Тарасові Шевченку.
Окремі твори Кірсанова українською мовою переклали Петро Сингаївський, Іван Цитович.

## Нагороди
- Ордени Леніна, Трудового Червоного Прапора
- Сталінська премія.